# Friedrich Reck-Malleczewen
Friedrich Percyval Reck-Malleczewen, ou Fritz Reck, né le 11 août 1884 à Malleczewen (arrondissement de Lyck) et mort le 16 ou 17 février 1945 au camp de concentration de Dachau, est un écrivain, médecin allemand et opposant chrétien au nazisme.

## Biographie
Fritz Reck est le fils du propriétaire terrien et député conservateur Hermann Reck. Friedrich Reck étudie au lycée royal de Lyck (de). Bien qu'il se destinait à une carrière de musicien, il s'engage après son baccalauréat en 1904, sur l'insistance de son père, dans le 94e régiment d'infanterie à Iéna.
Il rompt avec sa carrière d'officier et va étudier la médecine à Königsberg et à Innsbruck. Après son examen d'État et son doctorat obtenu avec une thèse (Contribution sur la genèse des cylindres du coma diabétique), Reck est brièvement assistant à Königsberg. Dans le même temps, il commence à écrire dans des journaux. Grâce à un emploi de médecin de bord, il voyage en 1912 à travers l'Amérique. Ensuite il est critique de théâtre et journaliste à Stuttgart. Comme il est atteint par le diabète sucré, il n'est pas appelé pour la Première Guerre mondiale.
Après ses études, il épouse en 1908 Anna Louise Büttner, étudiante en musique et fille d'un conseiller impérial russe. En 1913, il fait la connaissance à Munich d'Irma Glaser. En 1914, il s'installe tout près, à Pasing. En 1917, elle devient sa secrétaire. Elle lui sert de modèle pour le roman Die Fremde (L'Étrangère), publié en 1917. Elle vit alternativement à Pasing, Berne et Vienne. En 1920, elle s'installe chez lui. Le premier couple de Reck, d'où sont nés trois filles et un garçon, se sépare en 1930. Après près de 20 ans de vie commune, Irma Glaser meurt en 1933 dans des circonstances mystérieuses par empoisonnement au gaz dans la maison de Reck. La même année, Reck se convertit au catholicisme et vient habiter le château à Chiemgau, qu'il a acheté en 1925. En 1935, il épouse la fille adoptive d'un ami, Irmgard von Borcke. De cette union naissent trois filles.
Contrairement à d'autres partisans de la Révolution conservatrice de Weimar, tels que Frank Thiess, Reck rejette avec force et dès son apparition le nazisme. Dans son journal intime "d'un désespéré" commencé en 1936, il affirme, conformément au sous-titre de la version française, sa haine du régime nazi et sa honte de voir l'Allemagne se vautrer dans un rêve absurde et criminel. Il prévoit dès 1937 la Seconde Guerre mondiale et son issue. En 1944, à la suite de l'attentat manqué contre Hitler, il  reproche à Claus von Stauffenberg et aux junkers en général leur manque d'intégrité puisqu'ils ont accepté, tant que tout leur semblait aller bien, des responsabilités au sein de l'Etat nazi. Il voit en revanche dans les martyres des partisans de  La Rose blanche, une promesse de renouveau pour l'Allemagne.
À la suite d'une dénonciation (pour laquelle, selon le Süddeutsche Zeitung du 2 mai 1948, Alfred Salat sera condamné à trois ans de travaux forcés), Reck est arrêté en octobre 1944 par la Gestapo, mais libéré peu après. Sur l'insistance du même informateur, Reck est de nouveau arrêté le 9 janvier 1945 et envoyé au camp de concentration de Dachau où il meurt rapidement.
Les circonstances exactes de sa mort ne sont pas connues. Curt Thesing (de), qui s'occupe de son héritage littéraire à la demande de sa veuve, affirme dans la préface de la publication de son journal en 1946 qu'il a été assassiné d'une balle dans la nuque ("Genickschuss"). Dans la postface de l'édition de 1994, Christine Zeile déclare qu'il a succombé au typhus. Nico Rost (nl) décrit même dans son journal de camp "Goethe à Dachau" sa rencontre avec Reck-Malleczewen le 15 avril 1945.

## Œuvre littéraire
Dans ses romans, Friedrich Reck-Malleczewen traite de ses expériences du voyage. Il écrit également de nombreux récits de jeunesse. Son modèle est Robert Louis Stevenson, mais ses œuvres sont proches de la paralittérature. Toute sa vie, Reck ne vit pas de sa création littéraire sérieuse, il écrit parallèlement à celle-ci des livres s'adressant à un public populaire.
Son roman Bomben auf Monte Carlo paru en 1930 (qui plagie le roman de Fantômas, La Main Coupée) est adapté deux fois au cinéma.
Comme écrivain durant le régime nazi, Friedrich Reck-Malleczewen fait partie de la Révolution conservatrice de Weimar. En 1937, il publie Bockelson où, en racontant l'histoire de Jean de Leyde, dit Bockelson, chef des anabaptistes de la ville allemande de Münster au XVIe siècle et fondateur d'une dictature qui a tourné à la catastrophe, il porte une critique cinglante de la dictature populiste du Troisième Reich.
Son journal de mai 1936 à octobre 1944 est publié sous le titre de Tagebuch eines Verzweifelten en 1947 en peu d'exemplaires. En 1966, il est réédité et se fait mieux connaître. Son diagnostic lucide et brillamment écrit de la barbarie nazie en fait un document historique important.

## Publications
- Uradel, 1914
- Aus Tsingtau entkommen. Erzählung für die Jugend, 1916
- Die Fremde, Berlin 1917
- Mit Admiral Spee. Erzählung für die Jugend aus dem Seekrieg 1914/15, Stuttgart (Levy & Müller) 1917
- Der Admiral der Roten Flagge. Erzählung für die Jugend, Stuttgart (Levy&Müller) 1917   (réédition sous le titre Der Admiral der schwarzen Flagge après 1964)
- Phrygische Mützen (nouvelles) Munich (Drei Masken Verlag) 1922
- Monteton. Roman, Berlin (Mosse) 1924
- Die Siedlung Unigtrusttown. Roman, Berlin (Ullstein) 1925
- Frau Übersee. Roman – Die Fremde. Berlin (Deutsche Buch-Gemeinschaft) 1926
- Sif, das Weib, das den Mord beging. Roman, Munich (Drei Masken) 1926
- Liebesreigen und Fanfaren. Roman, Berlin (Volksverband der Bücherfreunde, Wegweiser-Verlag) 1927
- Die Dame aus New York, ca. 1928 (Roman)
- Sven entdeckt das Paradies. Roman, Berlin (Deutsche Buch-Gemeinschaft) 1928
- Jean Paul Marat. Freund des Volkes, Munich (Drei Masken) 1929
- Bomben auf Monte Carlo. Roman, Berlin (Scherl) 1930
- Des Tieres Fall. Das Schicksal einer Maschinerie, Munich (Georg Müller) 1931 (Roman)
- Hundertmark. Die Geschichte einer Tiefstapelei, Berlin (Vorhut Verlag Otto Schlegel) 1934
- Krach um Payta. Eine Geschichte aus Dschungel und Sumpf, Berlin (Ullstein) 1935
- Ein Mannsbild namens Prack. Roman, Berlin (Schützen) 1935
- Sophie Dorothee. Mutter Friedrichs des Großen, Berlin (Schützen) 1936
- Bockelson. Geschichte eines Massenwahns, Die Geschichte der Wiedertäufer von Münster, Berlin (Schützen) 1937
- La Paloma. Roman, Berlin (Schützen) 1937
- Spiel im Park. Roman, 1937
- Charlotte Corday. Geschichte eines Attentates, (Schützen) 1937
- Der grobe Brief. Von Martin Luther bis Ludwig Thoma, Berlin (Schützen) 1940
- Diana Pontecorvo, Berlin (Knaur) 1944 (Roman)
- Das Ende der Termiten. Ein Versuch über die Biologie des Massenmenschen. Fragment, hrsg. v. Curt Thesing, Lorch (Bürger-Verlag) 1946
- Tagebuch eines Verzweifelten, Lorch (Bürger-Verl.) 1947, Vor- und Nachwort von Curt Thesing
- Tagebuch eines Verzweifelten, Stuttgart (Goverts) 1966, Neuausgabe. Mit Vorwort von Klaus Harpprecht
- Tagebuch eines Verzweifelten, Berlin/Bonn (J. H. W. Dietz Nachf.) 1981. Préface de Bernt Engelmann
- Tagebuch eines Verzweifelten, Frankfort-sur-le-Main (Eichborn) 1994. Avec un essai biographique de Christine Zeile.

Publications en français
- Sif, la femme qui a tué, traduction de Sif, das Weib, das den Mord beging par Maurice Rémon, la Nouvelle Société d'édition, 1931.
- La Haine et la honte, traduction de Tagebuch eines Verzweifelten par Élie Gabey, Éditions du Seuil, 1969. Rééd. Vuibert, 2015.

## Filmographie
- Bombes sur Monte-Carlo, film allemand réalisé par Hanns Schwarz, sorti en 1931 (adaptation).
- Peer Gynt (de), film allemand réalisé par Fritz Wendhausen, sorti en 1934 (scénario).
- En selle pour l'Allemagne (...reitet für Deutschland) d'Arthur Maria Rabenalt, film allemand réalisé par Arthur Maria Rabenalt, sorti en 1941 (scénario).
- Une nuit à Monte Carlo, film allemand réalisé par Georg Jacoby, sorti en 1960 (adaptation).